# Rafael Zornoza Boy
Rafael Zornoza Boy (Madrid, 31 de julho de 1949) é um clérigo espanhol e bispo de Cádiz y Ceuta.

## Biografia
Nascido em Madrid em 31 de julho de 1949, o terceiro de seis filhos, Zornoza estudou na Escola Piarista de Madrid enquanto também estudava música e piano no Conservatório Real de Madrid. Após frequentar o Seminário Menor de Madrid, estudou no Seminário Conciliar de Madrid de 1969 a 1974, graduando-se em teologia. Ele é formado em teologia bíblica pela Universidade Pontifícia Comillas.
Zornoza foi ordenado sacerdote pela Arquidiocese de Madrid em 19 de março de 1975. Foi vigário da Paróquia de São Jorge e depois pároco em 1983. Em 1991, tornou-se secretário particular do bispo da recém-criada Diocese de Getafe, formada a partir de parte da arquidiocese de Madrid. Fundou o seminário da nova diocese em 1992 e serviu como seu reitor de 1994 a 2010.
O Papa Bento XVI nomeou-o em 13 de dezembro de 2005 bispo auxiliar de Getafe e bispo titular de Mentesa. O Bispo de Getafe, Joaquín Maria López de Andújar y Cánovas del Castillo, o consagrou em 5 de fevereiro do ano seguinte, na Basília do Sagrado Corazón de Jesús, em Cerro de los Angeles; os co-consagradores foram cardeal Antonio María Rouco Varela, Arcebispo de Madrid, e Manuel Monteiro de Castro, Secretário da Congregação para os Bispos e do Colégio Cardinalício.
O Papa Bento XVI nomeou-o bispo de Cádiz y Ceuta em 30 de agosto de 2011, após a renúncia de Antonio Ceballos Atienza.